# Retrato de un comportamiento animal
Retrato de un comportamiento animal es una película de carretera y comedia romántica uruguaya de 2014 escrita, dirigida, producida y protagonizada por Florencia Colucci y Gonzalo Lugo en sus debuts como directores.

## Sinopsis
Matto es un biólogo marino que está obsesionado con conocer a los delfines y Martina está haciendo dedo para ir a Bahía para investigar sobre la Tropicalia y sobre ella misma. Él viaja en su propio auto, se cruza con ella y la lleva, llegando a las costas de Florianópolis en Brasil, donde se desarrolla la mayor parte de la película.

## Reparto
- Florencia Colucci como Martina
- Gonzalo Lugo como Matto
- Rocío Piferrer
- Jorge Bolani

## Producción
La fotografía principal inició en diciembre de 2012 en Rocha, Uruguay y en Florianópolis, Brasil.

## Lanzamiento
Tuvo su estreno mundial el 20 de agosto de 2014 en el Festival de Cine del Mundo de Ámsterdam, Países Bajos. Se estrenó comercialmente el 17 de septiembre de 2015 en cines uruguayos.

## Recepción

### Taquilla
Retrato de un comportamiento animal atrajo a 131 espectadores en su primera semana en cines quedando en el puesto 23.

### Premios y nominaciones
| Año  | Premios / Festivales                           | Categoría      | Recipiente                          | Resultado | Ref.   |
| ---- | ---------------------------------------------- | -------------- | ----------------------------------- | --------- | ------ |
| 2015 | Festival Internacional de Cine de José Ignacio | Mejor película | Retrato de un comportamiento animal | Nominado  | [ 10 ] |